# Johann Melchior Dreyer
Johann Melchior Dreyer (* 24. Juni 1747 in Röttingen; † 22. März 1824 in Ellwangen (Jagst)) war ein deutscher Komponist.

## Leben
Dreyer war der Sohn des Dorfschmieds Melchior Dreyer († 1752) und seiner Ehefrau Margaretha, geb. Schönherr († 1782). Er erhielt eine elementare Schulbildung in Röttingen beim Schulmeister und Mesner Johann Georg Schmid. Anschließend besuchte er das Gymnasium der Jesuiten in Ellwangen, wo auch großer Wert auf die musikalische Ausbildung gelegt wurde.
1767 heiratete Dreyer Catharina Hazing und übernahm das Amt des „oberen Schulmeisters“ von seinem Schwiegervater Johann Mathias Hazing. Zu diesem Amt gehörte auch die Leitung der Kirchenmusik an der Pfarrkirche St. Maria. 1779 berief man Dreyer auf die Organistenstelle an der Hochfürstlichen Ellwangischen Stiftskirche. Das Reichsstift Ellwangen war in dieser Zeit ein Zentrum der Musikpflege. Zu dieser Stelle gehörte die Leitung der gesamten Musik an der Stiftskirche, Dreyer war also Chorregent, Kantor und Organist in einem. Er war der erste nichtgeistliche Leiter der Stiftmusik. In seinem Amt hat Dreyer auch zahlreiche Werke komponiert: Symphonien, Orgelsonaten, Kammermusik und Bühnenwerke. Außerdem publizierte er eine musiktheoretische Schrift. Viele davon erschienen auch im Druck, zum Beispiel im Verlag von Johann Jakob Lotter d. J. (1726–1804).
Im Oktober 1800 heiratete Dreyer ein zweites Mal, nachdem seine erste Frau gestorben war. Er selbst blieb auch nach der Säkularisation im Amt, die Hochfürstliche Stiftskirche in Ellwangen wurde nun zur Königlich Württembergischen Stadtpfarrkirche St. Vitus. Oberster Dienstherr Dreyers war nun der württembergische König.